# Stazione di Gonnesa
La stazione di Gonnesa era una stazione ferroviaria a servizio del comune di Gonnesa, posta lungo la linea San Giovanni Suergiu-Iglesias.

## Storia
La stazione venne realizzata negli anni venti del Novecento nell'ambito della fase di costruzione di una rete ferroviaria a scartamento ridotto per il Sulcis-Iglesiente portata avanti per conto della Ferrovie Meridionali Sarde. I lavori di costruzione della linea e della stazione furono eseguiti tra il 1923 ed il 1926, ed entrambe furono inaugurate il 13 maggio 1926, con l'avvio del servizio ferroviario il successivo 23 maggio. La stazione, arricchita dalle decorazioni di Stanis Dessy, fu la seconda stazione in ordine cronologico a servire l'abitato di Gonnesa, vista la presenza all'epoca anche dell'omonimo impianto posto lungo la ferrovia privata Monteponi-Portovesme, su cui sino al 1920 era espletato il servizio viaggiatori. Con l'apertura della stazione FMS si ebbe quindi il ripristino dei treni passeggeri da Gonnesa verso Iglesias e la rete sarda delle Ferrovie dello Stato, stavolta senza la necessita dello scalo a Monteponi.
Il servizio ferroviario nell'impianto continuò da allora sino al 1º settembre 1974, data di chiusura dell'intera rete ferroviaria FMS. L'impianto fu quindi disarmato e dismesso; successivamente l'ex fabbricato viaggiatori fu riconvertito ad usi residenziali.

## Strutture e impianti
Dal 1974 la stazione di Gonnesa non è più attiva, ed il piazzale binari è stato completamente disarmato negli anni successivi alla dismissione della San Giovanni Suergiu-Iglesias.
Con la linea in attività l'infrastruttura ferroviaria dello scalo richiamava il tipico schema delle stazioni di seconda classe della rete FMS, con la presenza di 2 binari a scartamento ridotto (950 mm) posti dinanzi al fabbricato viaggiatori, più un terzo binario tronco terminante nello scalo merci dell'impianto dinanzi al relativo magazzino, adiacente al lato sud del fabbricato viaggiatori e dotato all'epoca di piano caricatore. A nord del fabbricato viaggiatori è situata inoltre la torre dell'acqua della stazione, ancora presente nell'area, che alimentava dei rifornitori posti nel piazzale binari.
L'edificio principale della stazione era il fabbricato viaggiatori con adiacente magazzino merci, nel complesso trasformati in un'abitazione privata dopo la cessazione dell'esercizio ferroviario: l'edificio passeggeri riprende i canoni dei fabbricati di II classe delle FMS, aventi pianta rettangolare ed estensione su due piani, con 3 accessi sui lati maggiori. A nord di esso trovavano posto in un piccolo fabbricato le ritirate, poi demolite.
Per quanto riguarda il movimento esso era gestito con dirigenza locale.

## Movimento
Nel periodo in cui fu attiva la stazione era servita dai treni viaggiatori e merci delle Ferrovie Meridionali Sarde.

## Servizi
La stazione fu dotata di biglietteria e sala di aspetto nel periodo di attività
- Biglietteria a sportello
- Sala d'attesa
- Servizi igienici